# One More River
Pour plus de détails, voir Fiche technique et Distribution.
One More River est un film américain réalisé par James Whale d'après une nouvelle de John Galsworthy. Le film, sorti en 1934, marque les débuts au cinéma de Jane Wyatt.

## Synopsis
Une femme est entrainée dans une relation dangereuse pour sauver sa réputation.

## Fiche technique
- Réalisation : James Whale
- Scénario : William Hurlbut d'après une nouvelle de John Galsworthy
- Production : Universal Pictures
- Lieu de tournage : Universal Studios, Californie
- Montage : Ted J. Kent
- Durée : 88 minutes
- Musique : W. Franke Harling
- Image : John J. Mescall
- Date de sortie : 10 août 1934

## Distribution
- Diana Wynyard : Claire Corven
- Frank Lawton : Tony Croom
- Mrs. Patrick Campbell : Lady Mont
- Jane Wyatt : Dinny Cherrell
- Colin Clive : Sir Gerald Corven
- Reginald Denny : David Dornford

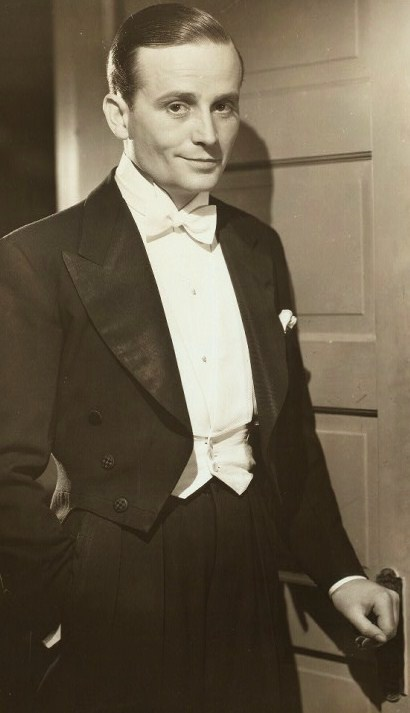
Frank Lawton dans One More River

- C. Aubrey Smith : Général Charwell
- Henry Stephenson : Sir Laurence Mont
- Lionel Atwill : Brough
- Alan Mowbray : Forsythe
- Kathleen Howard : Lady Charwell
- Gilbert Emery : le juge
- E.E. Clive : Chayne
- Robert Greig : Blore
- J. Gunnis Davis : Benjy
- Tempe Pigott : Mme Purdy
- 'Snub' Pollard : George
- Billy Bevan : employé de vestiaire
- Reginald Sheffield : Tommy
- Hayden Stevenson : Barrister
- Doris Llewelyn

## Commentaires
C'est un film classique injustement tombé dans l'oubli, considéré comme un des meilleurs traitements du thème du divorce dans le cinéma à l'époque.